# Bombyciella
Bombyciella är ett släkte av fjärilar. Bombyciella ingår i familjen nattflyn.
Kladogram enligt Catalogue of Life:
| Bombyciella | \| \| Bombyciella sericea \| \| \| \| \| \| Bombyciella talpa \| \| \| \| |
|             | \| \| Bombyciella sericea \| \| \| \| \| \| Bombyciella talpa \| \| \| \| |
|             | Bombyciella sericea                                                       |
|             |                                                                           |
|             | Bombyciella talpa                                                         |
|             |                                                                           |